# Euproctis bolinoides
Euproctis bolinoides är en fjärilsart som beskrevs av Collenette 1947. Euproctis bolinoides ingår i släktet Euproctis och familjen tofsspinnare. Inga underarter finns listade i Catalogue of Life.